# Vilson Ahmeti
Vilson Ahmeti (Fier, 5 september 1951) is een Albanees politicus. Van 10 december 1992 tot 13 april 1993 was Ahmeti de 27ste premier van Albanië.
Ahmeti werd op 4 december 1992 door de toenmalige president Ramiz Alia benoemd tot premier, nadat zeven ministers ontslagen werden, premier Ylli Bufi ontslag had genomen en de interim-regering was ontbonden. Hij was eerder minister in de socialistische regering. 
Op 3 augustus 1993 werd hij tot 2 jaar cel veroordeeld wegens machtsmisbruik. In juni 1995 werd hij vrijgelaten